# 오은호
오은호(1984년 9월 17일 ~ )는 대한민국의 배우이다.

## 학력
- 숙명여자대학교 대학원 문화예술학 석사

## 출연작

### 영화
- 《설해》 (2015년) - 정연 역
- 《앙코르와트》 (2012년) - 사라 역

### 드라마
- 《신과의 약속》 (MBC, 2018년) - 황마리 역
- 《화랑》 (KBS2, 2016년) - 모영 역
- 《옥중화》 (MBC, 2016년) - 공은수 역
- 《왕의 얼굴》 (KBS2, 2014년) - 오상궁 역
- 《뻐꾸기 둥지》 (KBS2, 2014년)
- 《마의》 (MBC, 2012년) - 홍미금 역
- 《각시탈》 (KBS2, 2012년) - 수지 역
- 《센스있는 넌센스》 (캐치온플러스, 2011년)
- 《동이》 (MBC, 2010년) - 시비 역

### 광고
- 스타맥스
- 롯데 아이스크림

## 수상
- 전국신인무용경연대회 한국무용부문 수석상
- 서울 전통무용부문 동상